# Ángel o demonio
Ángel o demonio es una serie de televisión producida por Plural Entertainment y emitida en Telecinco, aunque prevista en un principio para Cuatro. Protagonizada, entre otros, por Aura Garrido, Jaime Olías y Mar Saura. Tras la emisión de dos temporadas, la serie se despidió de la audiencia el martes 12 de julio de 2011, con un total de 22 capítulos. Así, la serie fantástica de Telecinco se despide de sus seguidores con una audiencia acumulada en sus dos temporadas de 1.804.000 espectadores y 10,8%.

## Historia
La primera temporada de Ángel o demonio, comenzó a emitirse el 1 de febrero de 2011 a las 22:00 horas.
El 4 de febrero, tres días después del estreno de la serie -3.300.000 espectadores y 15,9% de audiencia- de género fantástico de Telecinco, acordó con la productora de Ángel o demonio la producción de dos temporadas -cada una de 13 capítulos-. Más tarde fue acortada a 9 capítulos.
La primera temporada de Ángel o demonio, finalizó el 10 de mayo de 2011 y una semana después (17 de mayo) de su final, dio comienzo la segunda a partir de las 22:45 horas. Telecinco decidió estrenar, sin pausa, las nuevas entregas de Ángel o Demonio.
El 13 de julio de 2011, finaliza la segunda y última temporada de Ángel o demonio. En el último capítulo, titulado «Más allá del fin de los tiempos» ángeles y demonios se enfrentan en el último combate entre el bien y el mal. La serie producida por Plural Entertainment y emitida en Telecinco, se despide de la audiencia con una media entre temporadas de 1.804.000 espectadores y 10,8% de cuota de pantalla.

## Argumento
Valeria (Aura Garrido) es una joven estudiante que, tras matar a sus padres y huir de casa una noche, descubre que es un ángel que se encuentra en medio de una batalla entre el bien y el mal. Ahora, con la ayuda del ángel Nathael (Manu Fullola) y de un libro de tapa morada y páginas en blanco, deberá evitar caer en la tentación del mal y convertirse en un ángel caído. La joven no lo tendrá tan fácil, ya que los demonios, capitaneados por la inmemorial Duna (Carmen Sánchez), intentarán arruinar la vida de la familia de Valeria y de la gente que le importa. Para ello enviarán a Damián (Jaime Olías), un joven ángel caído con el objetivo de seducirla, pero las cosas cambiarán cuando Valeria y Damián se enamoren.

## Reparto
| Personaje | Actor/Actriz   | Descripción |
| --------- | -------------- | --- |
| Valeria   | Aura Garrido   | La protagonista de la historia. Ve cómo sus poderes de ángel acaban de despertar, debiendo proteger a quienes la necesiten. Para ello, contará con la ayuda de Nathael y un misterioso libro morado de páginas completamente blancas, que le ayuda en sus misiones para salvar a las víctimas de los demonios. |
| Damián    | Jaime Olías    | Al igual que Valeria, fue marcado, pero terminó escogiendo el camino del mal. Su misión es que Valeria termine siendo un ángel caído, conquistándola para ello, aunque su problema es que la quiere de verdad y se siente dividido entre su misión y sus sentimientos hacia Valeria. |
| Nathael   | Manu Fullola   | Un ángel asignado para ayudar, espiar y guiar a Valeria en su cometido. Fue quien le proporcionó el libro de tapa púrpura. Conoce a Alexia muy bien del pasado, ya que también fue su aprendiz. Aunque conoce la auténtica naturaleza de Damian, no quiere decírselo a Valeria a fin de que ésta aprenda y lo descubra por sí sola. |
| Duna      | Carmen Sánchez | Un demonio de más de 600 años de edad, que sin embargo posee el físico de una niña de unos 9 o 10 años. Es la líder de los demonios en la historia, y todos la obedecen. Su objetivo es que Valeria caiga en la tentación del mal y se convierta en un caído. Tiene muy mal carácter y se enfada cuando los demonios que trabajan para ella no cumplen sus objetivos, maltratándolos físicamente o con sus poderes.                                                    |
| Iris      | Carla Nieto    | Un demonio que trabaja para Duna. Tiene una personalidad muy mórbida y lujuriosa. Parece ser el demonio de menor rango bajo las órdenes de Duna, ya que es el menos poderoso, aunque también es la que en un principio convence a Valeria de hacer algo horrible. Es picarona y sexy, utilizando sus encantos para atrapar a sus víctimas. |
| Alexia    | Mar Saura      | Un demonio de 400 años de edad, originalmente un ángel. También tiene tendencia a la lujuria, aunque en su caso lo hace más por la necesidad de que sus víctimas vayan por el mal camino. Conoce del pasado a Nathael, ya que este fue su aprendiz cuando Alexia era un ángel. Todo indica que tuvieron una relación amorosa, ya que todavía se acuerda de esos días y su amor por Nathael le incita a llevarlo al camino del mal. Se cree que tiene celos de Valeria. |
| Graziel   | Jorge Suquet   | Último siervo de Duna. Trabaja ganándose la confianza de sus víctimas para que luego desconfíen de los demás, rompiendo sus lazos de amistad y volviendo los celos contra ellos. Se divierte con el sufrimiento y el dolor que causa. |
| Miranda   | Nazaret Aracil | La exnovia de Damián, a quien el demonio la utiliza para poner celosa a Valeria. Es asesinada por un alumno, Teo, cuando este es poseído por Satanás e impulsado a matar a Damian. Valeria empuja a este para salvarlo y la bala le alcanza a ella, matándola. |
| Rudy      | Robert Pinter  | Hermano de Valeria, al cual daban por desaparecido. En realidad estaba encarcelado en Bangkok por tráfico de heroína. Iris paga la fianza para conseguir su liberación, tratando de seducirlo en cada momento. |

## Episodios y audiencias
| Temporada | Temporada | Episodios | Estreno              | Final               | Audiencia media | Audiencia media | Audiencia media |
| Temporada | Temporada | Episodios | Estreno              | Final               | Espectadores    | Share           |                 |
| --------- | --------- | --------- | -------------------- | ------------------- | --------------- | --------------- | --------------- |
|           | 1         | 13        | 1 de febrero de 2011 | 10 de mayo de 2011  | 2 282 001       | 12,1%           |                 |
|           | 2         | 9         | 17 de mayo de 2011   | 13 de julio de 2011 | 1 325 000       | 9,5%            |                 |
| Total     | Total     | 22        | 2011                 | 2011                | 1 804 000       | 10,8%           |                 |

## Premios y nominaciones
- Nominación en los Premios Must! a la Mejor serie nacional[4]
- Nominación en los Premios Must! a la Mejor actriz: Aura Garrido[5]
- Premio Must! a la Mejor actriz: Carla Nieto[6]
- Premio Punto Radio La Rioja a la Mejor actriz de serie de ficción 2011: Mar Saura
- Nominación en los Premios Magazine Web 2011 a la Mejor antagonista femenina de TV: Mar Saura
- Nominación en los Premios Magazine Web 2011 a la Mejor antagonista femenina de TV: Carla Nieto
- Nominación en los Premios Magazine Web 2011 al Mejor antagonista masculino de TV: Jorge Suquet
- Nominación en los Premios Magazine Web 2011 a la Mejor banda sonora de serie: Víctor Reyes

## Adaptación de guion
La serie, originalmente producida para su emisión en España, fue vendida después de concluir su etapa en Telecinco en julio de 2011, a varias operadoras de televisión mundial. La productora española Plural Entertainment, y el grupo de comunicación, Mediaset España, en una operación cerrada en el Mipcom de Cannes en octubre de 2011, pusieron a la venta los derechos de emisión de las dos temporadas de esta ficción dobladas al francés «Ange ou Démon» a la compañía Groupe TF1, sociedad propietaria de la emisora de televisión TF1 y Eurosport, el canal deportivo europeo. Posteriormente a estas negociaciones, los productores vendieron la serie a DirecTV, canal difundido a través de satélite para Estados Unidos e Hispanoamérica.
En abril de 2013, varios portales de comunicación de España, informaron a sus lectores que Telecinco había vendido los derechos de emisión de la ficción para su adaptación en la televisión rusa CTC y en territorios de la antigua Unión Soviética. No obstante, la producción de "Ángel o Demonio" gestionó su adaptación por la empresa Amedia cuyo rodaje comenzó en diciembre de 2012, bajo el nombre «Ангел или Демон», y su fecha de lanzamiento fue anunciada para la primavera de 2013.
La adaptación de guion de “Ángel o demonio” con emisión en otros países, puede encontrarse adaptadas en su lengua oficial de habla no española en Rusia, Armenia, Azerbaiyán, Bielorrusia, Estonia, Georgia, Kazajistán, Kirguistán, Letonia, Lituania, Moldavia, Tayikistán, Turkmenistán, Ucrania y Uzbekistán.